# Лашков Федір Федорович
Федір Федорович Лашков (25 серпня 1858 - 22 грудня 1917)  — дослідник історії Південної України, зокрема Криму, археограф.

## Життєпис
Народився 25.08.1858 у родині священика с. Кіперчени Оргіївського повіту Бессарабська губернії.

###### Освіта
Походив з молдавського роду Лашко. Після навчання у Кишинівській духовній семінарії поступив — на історико-філологічний факультет Імператорського Новоросійського університету (1874–1879). 

###### Наукова діяльність
1879 його було призначено викладачем історії і географії до Сімферопольської чоловічої гімназії. Там захопився історією Криму і створив у навчальному закладі історико-географічний музей. Перша розвідка — «Нѣсколько словъ объ исторической судьбѣ Крыма» — вийшла друком у газеті «Таврида» на початку 1881. Того ж року він став одним з авторів «Исторических записок» про Сімферопольську чоловічу гімназію. У подальшому захоплення історією Криму дало плідні наслідки — на шпальтах місцевих видань «Таврида», «Таврические епархиальные ведомости», «Таврические губернские ведомости» у першій половині 1880-х з'явилися його перші розвідки — «Нѣсколько словъ объ исторической судьбѣ Крыма», «Исторический очерк покорения Крыма», а у журналі «Киевская старина» — нарис «Шагинъ-Гирей, послѣдний крымскій ханъ» (1886). Вони були написані на основі документів, знайдених в архіві Таврійського губ. правління. Розпочав досліджувати матеріали архівів канцелярії таврійського губернатора, таврійських дворянських зборів, скасованих судових установ Таврійської губ., колишньої палати державного майна, магометанського духовного правління.
У середині 1880-х рр., під впливом досліджуваного матеріалу, все більше захоплюється соціально-економічною історією Криму. У 1884 виступив з двома доповідями на VI Археологічному з'їзді в Одесі і обидві були присвячені системі землеволодіння у Кримському ханстві і у перші роки після переходу краю до Російської імперії. 
Членом-кореспондент (1884), дійсний член (1887) Імператорське Одеське товариство історії і старожитностей. 
Взяв активну участь у роботі створеної у січні 1887 Таврійської вченої архівної комісії (ТВАК) — на першому засіданні обрано секретарем («правитель дел»). Під його редакцією вийшли 10 перших номерів «Известий» ТВАК. 
Роки активної роботи в комісії (1887–1891) стали найпліднішими у його творчій біографії. У 1890 на VIII археологічному з'їзді у Москві виступив з доповіддю про стан губернських архівних комісій в державі і запропонував проект їхньої реформи. 
Через конфлікт його було звільнено з гімназії і внаслідок цього у 1891 опинився в Одесі, де працював податним інспектором. Тут активно співпрацював з Імператорське Одеське товариство історії і старожитностей — на сторінках його «Записок» опублікував низку джерел, зібраних раніше у московських та сімферопольських архівах. Подарував Імператорське Одеське товариство історії і старожитностей фірман турецького султана Мухаммеда ІІІ (1623), а також 80 різноманітних документів молдавською, російською і німецькою мовами кінця XVIII — початку ХІХ ст. 1892 переїхав до Бессарабії, де став земським начальником у Бендерському пов. 1893 повернувся до Сімферополя, де був податним інспектором і у 1900 подав у відставку. Після повернення до Криму мало брав участі у роботі ТВАК. 
З кінця 1899, живучи за межами Сімферополя, практично припинив участь у її роботі. Відновив її аж через півтора десятиліття, опублікувавши на сторінках «Известий» комісії кілька розвідок. 
Трагічно загинув від рук злочинців у своєму маєтку 9 грудня 1917. 

## Праці
- Историческая записки о Симферопольской гимназии с основания ее по 1 июня 1881 г. — Сімферополь, 1881;
- Шагинъ-Гирей, послѣдній крымскій ханъ (Исторический очерк). — Київ, 1886;
- О «Камеральном описании Крыма», 1784 // ИТУАК. — 1887. — № 2; 1888. — № 3; № 4; 1888. — № 6; 1889. — № 7; № 8;
- Сельская община въ Крымскомъ ханствѣ. — Симферополь, 1887;
- О законодательстве и судопроизводстве в Крымском ханстве // Вторая учебная экскурсия Симферопольской мужской гимназии. Бахчисарай и его окрестности.- Симферополь, 1888;
- Распоряжения (ордера) светлейшего князя Потемкина Таврического правителю Таврической области В. В. Каховскому за 1784 и 1785 гг. // ЗООИД. — Одесса, 1889. — Т.XV. — Отд.2;
- Архивныя данныя о бейликахъ въ Крымскомъ ханствѣ // Труды VI Археологического съѣзда въ Одессѣ. Т.4. — Одесса, 1889;
- Князь Г. А. Потемкин-Таврический, как деятель Крыма. Краткий очерк по архивным данням. — Сімферополь, 1890;
- Памятники дипломатическихъ сношеній Крымскаго ханства съ Московскимъ Государствомъ въ XVI и XVII вв., хранящіеся въ Московскомъ Главномъ Архивѣ Министерства иностранных дѣл // Сімферополь, 1891. — ІХ, 206 с.; Описание дел Таврического исторического архива // ИТУАК. — 1890. — № 9 — 10; 1891. — № 14 — 17, 1894. — № 21;
- Крымско-турецкие дела 80-х годов XVIII ст. // ЗООИД. — 1894. — Т.XVII. — Отд.3;
- Сборник документов по истории крымско-татарского землевладения // ИТУАК. — 1895. — № 22 — 26;
- К вопросу о губернских исторических архівах // Труды восьмого археологического съезда в Москве. 1890. Т.2. — М., 1895;
- Исторический очерк крымско-татарского землевладения. — Симферополь, 1897.